# دهستان الویر
دهستان الویر یکی از دهستان‌های شهرستان زرندیه در استان مرکزی ایران است. این دهستان در بخش خرقان قرار دارد و براساس سرشماری مرکز آمار ایران در سال ۱۳۹۵، جمعیت آن ۳۴۶۳ نفر (در ۱۲۴۰ خانوار) بوده‌است.